# Delias nigrina
Delias nigrina, a Jezebel-negra ou Jezebel-comum (também usado para Delias eucharis ), é uma borboleta da família Pieridae. É encontrada ao longo da costa leste da Austrália, de Queensland, passando por Nova Gales do Sul até Victoria.
A envergadura do macho e da fêmea é de 56 milímetros.
As larvas se alimentam de Amyema cambagei, Amyema congener, Amyema miquelii, Amyema quandang, Dendrophthoe curvata, Dendrophthoe glabrescens, Dendrophthoe vitellina, Muellerina celastroides e Muellerina eucalyptoides.

## Galeria

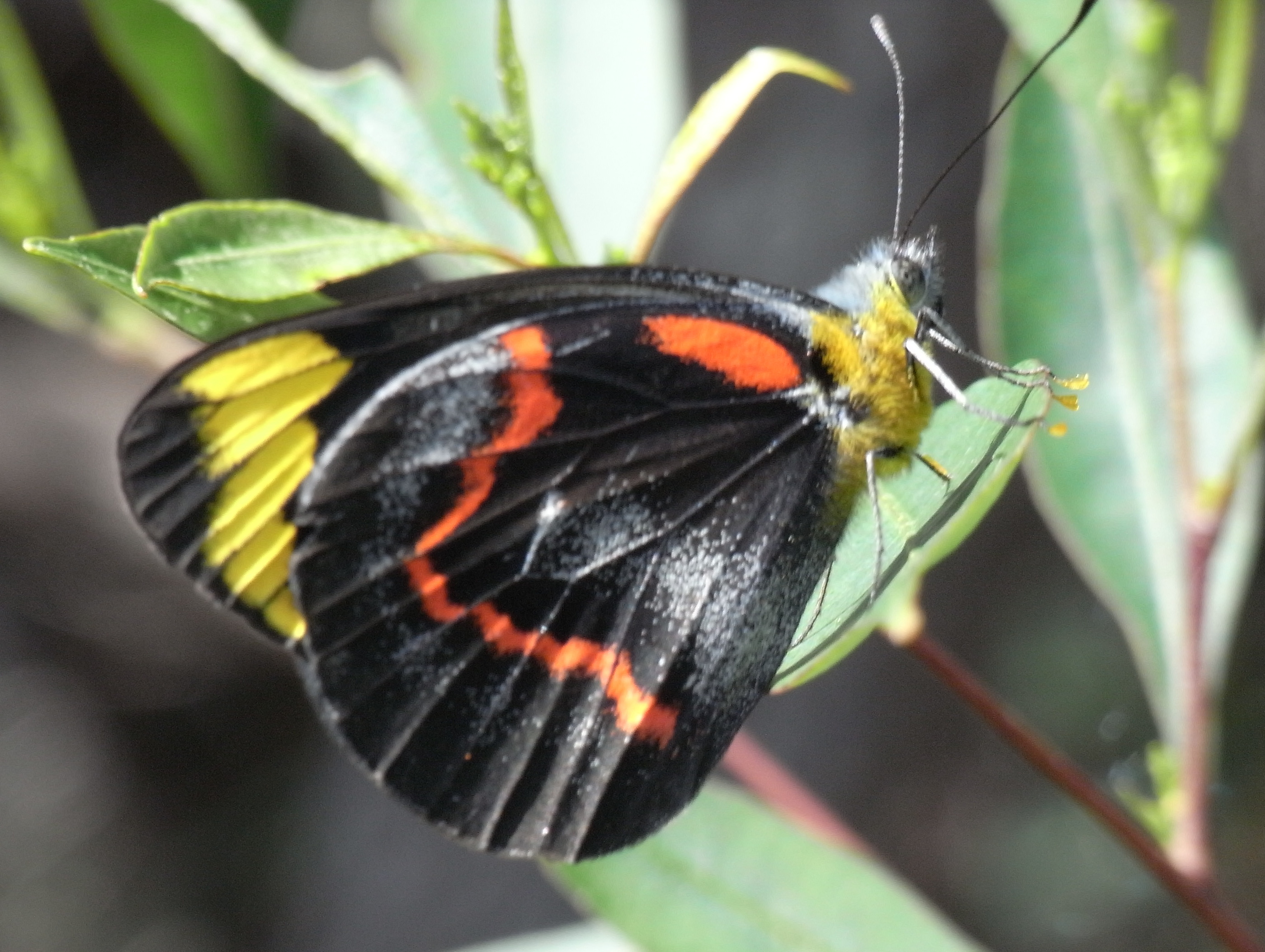
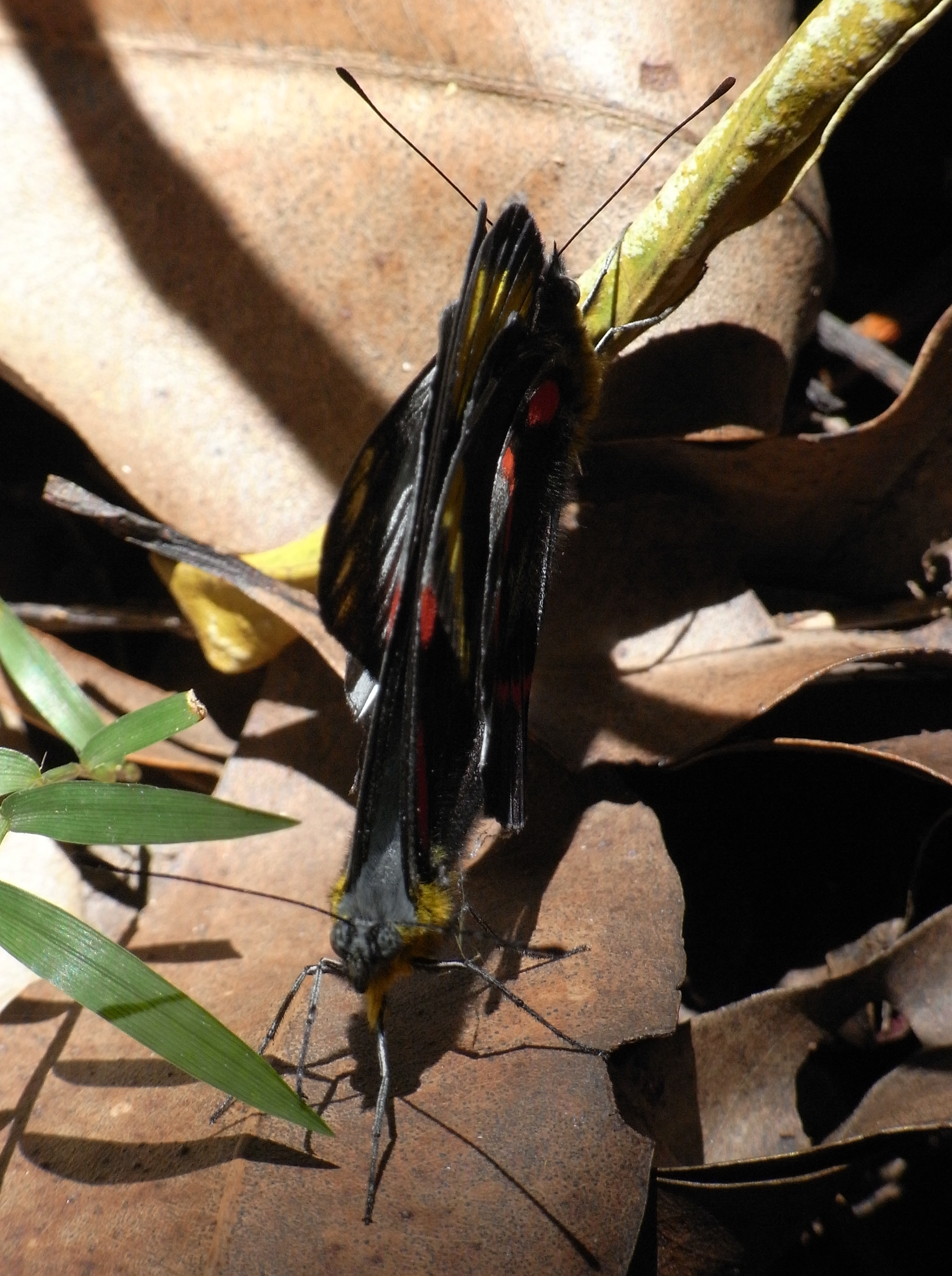
Acasalamento, visto de frente
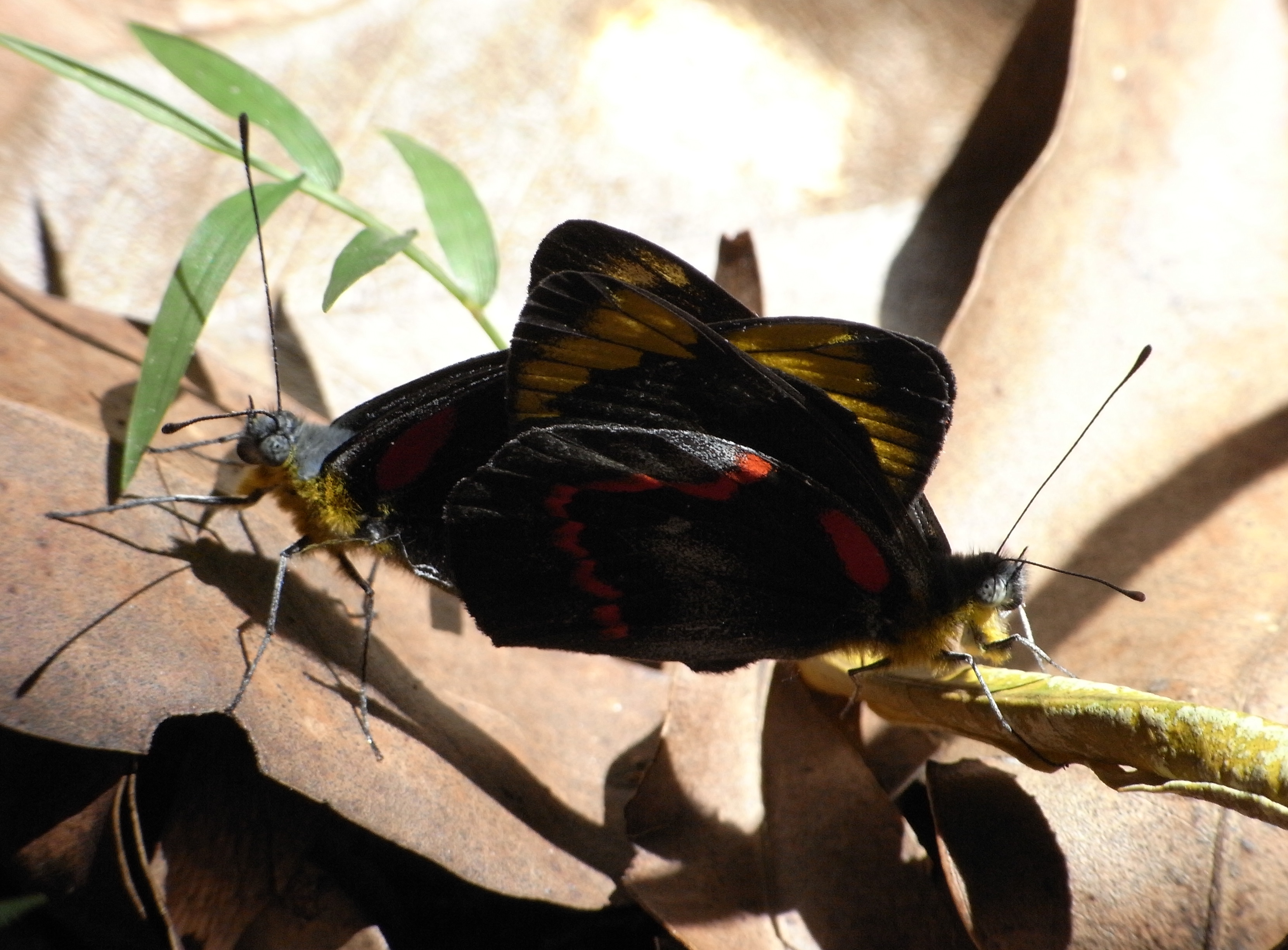
Acasalamento, visto de lado